# Хайлов, Валерий Константинович
Валерий Константинович Хайлов (03.07.1941, Москва — 18.05.2004, там же) — конструктор боеприпасов, специалист в области разработки систем подрыва ядерных зарядов.
Окончил в 1965 году  Московский инженерно-физический институт (с 2009 года — Национальный исследовательский ядерный университет «МИФИ»).
В 1965—2004 гг. работал во ВНИИА в должностях от инженера до заместителя начальника отделения — начальника научно-исследовательского отдела.
Лауреат Государственной премии РФ 1999 г. за создание и внедрение принципиально новых приборов для повышения безопасности ядерных боеприпасов.
Награждён: медалью «В память 850-летия Москвы».